# 순이익
순이익(純利益), 순수익(純收益, net income)은 개인 또는 단체의 수입에서 매출원가, 지출비용, 감가상각, 할부상환액, 이자, 회계 기간 중 세금을 제외한 것이다.
소득에서 구매한 상품의 비용만을 제외한 총소득과는 구별된다.
가정과 개개인의 경우 순이익은 "(총)소득 - 세금 및 기타 공제액(예: 의무적인 연금 기여분)"을 가리킨다.

## 농업경영의 순수익
농업경영의 순수익은 조수익에서 경영비를 공제한 것인데, 조수익은 당해 경영이 연간에 걸쳐 이룩한 조생산을 뜻하게 된다. 이에는 생산물 및 용역의 연도내 판매액 및 가계비용평가액을 합쳐 미판매생산물 평가액 연도말 증가분 및 고정결과재증(固定結果財增) 평가액을 가산하는 실현주의 파악법이 있고, 이 밖에 당해연도내에 생산된 각종 유동(流動) 결과재 및 용역을 각 개별단가로 곱한 합계액을 총생산가액으로 산출하여 여기에 고정결과재 연도말 중 평가액을 가산하는 발생주의 파악법이 있다. 이 경우의 생산물은 일단 생산된 유동결과재를 최종 생산물로 보지만, 경영 내부의 중간생산물은 조수익 속에 포함되지 않기 때문에 2중 계산해야 하는 어려움이 있다.

### 농업경영비
이는 농업경영이 조수익을 올리는 데 소요되는 외급비(外給費：경영내부에서 타부문의 공급을 받게 되는 것으로 중간 생산물비도 이에 포함된다)를 뜻한다. 그런데 실제로는 동일경영의 동일운영일 경우라 하더라도 경영에 대한 인식에 따라 외급비, 즉 경영비의 구성내용이나 그 크기가 달라질 수 있다.
농업경영비의 파악은 자재 및 용역의 연도내 구입액을 산출, 여기에 연도말 자재감소평가액과 고정공용재(固定供用財) 감가상각액을 감안해서 수정하는 현금주의 파악법이 있고, 또 하나는 각종 자재 및 용역의 연도내 실비소비액을 실사(實査)해서 각 개별단가를 곱한 합계액에 감가상각액을 가산하는 발생주의 파악법이 있다.
조수익에서는 외급비로의 경영비를 공제해서 산출되는 농업순수익은 내급생산 요소의 보수가 된다. 한편 여기서 말하는 내급생산 요소는 경영개념에 따라 달라지는데, 다만 이념형태로서의 경영순수익과 현실의 사경제적인 경영순수익과는 엄격히 구별해야 된다. 그러나 농업소득이 농업경영의 성과개념으로 흔히 원용되고 있으나, 엄밀히 말하면 가계경제로서의 농가경제가 가져온 소득행위의 성과개념일 뿐, 독립적인 경영경제로서 농업경영경제의 성과 개념은 아니다.

## 같이 보기
- 기회비용